# Akademie der Universitätsmedizin Mannheim
Die Akademie der Universitätsmedizin Mannheim ist eine Aus- und Weiterbildungsstätte für Gesundheitsfachberufe und im Gesundheitswesen tätige Personen. Sie gehört zum Universitätsklinikum Mannheim, deren alleinige Gesellschafterin die Stadt Mannheim ist.

## Geschichte
Am 30. Juni 1781 gründete der Arzt, Sozialreformer und Hochschullehrer Franz Anton Mai in Mannheim die „Schule zur Erziehung wohl unterrichteter Krankenwärter“ und damit die wohl erste öffentliche deutsche Krankenpflegeschule. Diese Schule wurde zwar später nach Heidelberg verlegt, die Akademie versteht sich jedoch als Fortführung der Schule von 1781. Bis 2020 bestanden einzelne Schulen für die jeweiligen Ausbildungen, die lediglich über ihre Anbindung an das Universitätsklinikum Mannheim miteinander verbunden waren.
2020 erfolgten die organisatorische und institutionelle Zusammenführung zu einer Akademie mit Marcus Hoffmann als erstem Direktor sowie die räumliche Zusammenlegung im sanierten Gebäude der ehemaligen US-Middleschool auf dem Gelände des Wohnquartiers Franklin in Mannheim-Käfertal, das bis 2013 zur US-Garnison Mannheim gehörte.

## Profil
Die Akademie bietet folgende Berufsausbildungen sowie beruflichen Fort- und Weiterbildungen an und ist an verschiedenen dualen Studiengängen beteiligt; insgesamt stehen 700 Ausbildungsplätze zur Verfügung. Seit dem Zusammenschluss der Ausbildungsstätten unter dem Dach der Akademie im Jahr 2020 haben alle Fachbereiche zusammen genommen insgesamt 461 Schülerinnen und Schüler ihre Ausbildung erfolgreich abgeschlossen. Diese teilen sich wie folgt auf:
- 173 × Pflegefachperson
- 85 × Gesundheits- und Kinderkrankenpfleger
- 59 × Gesundheits- und Krankenpflegehelfer
- 71 × Physiotherapeut
- 30 × MTA Radiologie
- 88 × MTA Labor

### Ausbildung
- Pflegefachperson
- Gesundheits- und Kinderkrankenpfleger
- MTA Radiologie
- MTA Labor
- MFA Medizinischer Fachangestellter
- OTA Operationstechnischer Assistent
- Physiotherapeut
- Kaufmann im Gesundheitswesen
- Gesundheits- und Krankenpflegehelfer

### Fort- und Weiterbildung
- Weiterbildung Fachkrankenpfleger für Intensivpflege und Anästhesie
- Weiterbildung Fachkrankenpfleger für Notfallpflege
- Weiterbildung Gesundheits- und Krankenpfleger für die Leitung einer Station oder Einheit
- Weiterbildung Gesundheits- und Krankenpfleger für Nephrologie bzw. Gesundheits- und Kinderkrankenpfleger für Nephrologie
- Weiterbildung Praxisanleiter in der Pflege
- Fortbildung Dialyse für Medizinische Fachangestellte
- Zertifikat Wundexperte ICW®

### Studium
- Hebammenwissenschaft (Bachelor of Science); Studiengang der Hochschule für Wirtschaft und Gesellschaft Ludwigshafen
- Physician Assistant (Bachelor of Science); Studiengang der Dualen Hochschule Baden-Württemberg
- BWL – Gesundheitsmanagement (Bachelor of Arts); Studiengang der Dualen Hochschule Baden-Württemberg
- Interprofessionelle Gesundheitsversorgung (Bachelor of Science); Studiengang der Universität Heidelberg
- Pflegepädagogik (Bachelor of Arts); Studiengang der Hochschule für Wirtschaft und Gesellschaft Ludwigshafen
- Angewandte Gesundheits- und Pflegewissenschaften (Bachelor of Science); Studiengang der Dualen Hochschule Baden-Württemberg
- Medizintechnische Wissenschaften (Bachelor of Science); Studiengang der Dualen Hochschule Baden-Württemberg